# Станислав Беложански
Станислав Сташа Беложански (Београд, 15. јун 1900 — Београд, 4. март 1992) био је српски сценограф, костимограф и сликар.

## Биографија
Станислав Сташа Беложански се од 1907. до 1909. године школовао у родном Београду, затим, од 1909. до 1912. године у Будимпешти, да би 1912. прешао у Букурешт, где је остао до 1916. године. 
У Београду је студирао уметничку школу од 1920. до 1925 године, док је истовремено у Народном позоришту био сликарски волонтер и статиста.
Беложански је своје прве сценографије радио у Академском позоришту 1925. године. У сликарницу Народног позоришта је био примљен у септембру 1926. године у својству хонорарног сликара извођача, да би у јуну следеће (1927) године остварио своју прву сценографију у представи: Укротитељ, Алфреда Савоара.
Сваке наредне сезоне је давао решења за више драмских и оперских премијера.
Беложански је изградио модеран тип сценографије оригиналног стила који карактерише наглашена драматика и јединство бојених односа и пластичних вредности сценског простора. Остварења су му  "архитектонска" и укључују назнаке о времену и месту радње. Сцену поставља у трећу димензију са обавезним електричним светлом које најсуптилније нијансира сценски простор. Беложански своју уметност и знање ставља у службу редитељу и глумцима.
За собом је оставио око три стотине сценографских остварења и самим тим се сврстао међу наше најзначајније сценографе. 
За представе: Отело, Русалка, Станоје Главаш, Пут око света, Коштана је осим сценографије, радио и костиме. 
Године 1927. је постао члан ликовноуметничког друштва Зограф је, а Кола југословенских ликовних уметника, 1930. године. 
Године 1933. је промовисан у шефа радионице декора.
Осим рада у позориштима, Станислав Сташа Беложански се посветио и сликарству те студијским путовањима по Француској, Италији и Чешкој. На Светој Гори је боравио од 1937. до 1938. године, услед чега је произашао његов сликарски Хиландарски циклус.
Као сликар посветио се пејсажима и портретима у техници уља и акварела. Учествовао је на пролећним и јесењим салонима у Уметничком павиљону "Цвијета Зузорић", у иностранству (Лондон 1937) и на изложби позоришног сликарства (Београд 1971). 
Самостално је излагао више пута почев од 1926. у Београду, Сомбору и Новом Саду.